# Hermine Braunsteiner
Hermine Braunsteiner-Ryan (Viena, Austria; 16 de julio de 1919 - Bochum, Alemania; 19 de abril de 1999) fue una guardia femenina de campo de concentración y la primera criminal de guerra nazi que fue extraditada de los Estados Unidos. Participó en persona en dolorosas y crueles muertes de mujeres y niños.

## Primeros años
Nació en Viena, la hija más joven de una familia de clase trabajadora estrictamente católica.  Su padre Friedrich Braunsteiner era apolítico, un chófer de una fábrica de cerveza o carnicero. Su madre María se dedicaba a limpiar. Hermine Braunsteiner era una mujer alta, rubia y de ojos azules que acudió durante ocho años al colegio. Estaba frustrada por no haber llevado a cabo su aspiración de ser enfermera y trabajó como criada. Entre 1937 y 1938, trabajó en Inglaterra en la casa de un ingeniero estadounidense.

## Segunda Guerra Mundial

### Heinkel
En 1938 la unificación de Alemania y Austria (Anschluss), la convirtió en ciudadana alemana, volviendo a Viena.  Más tarde, ese año, se mudó y encontró trabajo en las fábricas de aviones Heinkel en Berlín.

### Ravensbrück
Presionada por su casero, presentó su candidatura para un trabajo mejor pagado como supervisora de prisioneros (como guardia, podía cuadruplicar sus ingresos). Comenzó su entrenamiento el 15 de agosto de 1939 como Aufseherin a las órdenes de Maria Mandel en el Campo de prisioneros de Ravensbrück.
Tras algunos años, debido a desencuentros con su supervisora Maria Mandel, solicitó un traslado.

### Majdanek

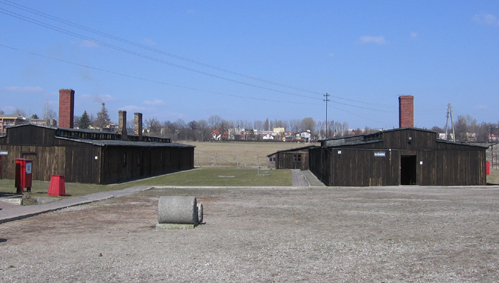
Entrada al campo de Majdanek.

El 16 de octubre de 1942 retomó su labor en una fábrica en Majdanek, un suburbio de Lublin, Polonia que era a la vez campo de exterminio y Arbeitslager.
En enero de 1943 fue promovida a asistente de guardia de Elsa Ehrich, junto con otras guardianas.  Sus abusos y su sadismo tomó diferentes formas en el campo de exterminio, implicándose en el proceso de selección de mujeres y niños que debían ser enviados a las cámaras de gas y azotando a varias mujeres hasta la muerte.  En compañía de Elsa Ehrich, Hildegard Lächert, Marta Ulrich, Alice Orlowski, Charlotte Karla Mayer-Woellert, Erna Wallisch o Elisabeth Knoblich, llegó a matar mujeres a pisotones, ganándose por ello el apodo de "la yegua pisoteadora" (en polaco "Kobyła", o en alemán "Stute von Majdanek").[cita requerida]
En 1943, recibió la cruz del mérito de guerra de segunda clase por su trabajo.

### De nuevo en Ravensbrück

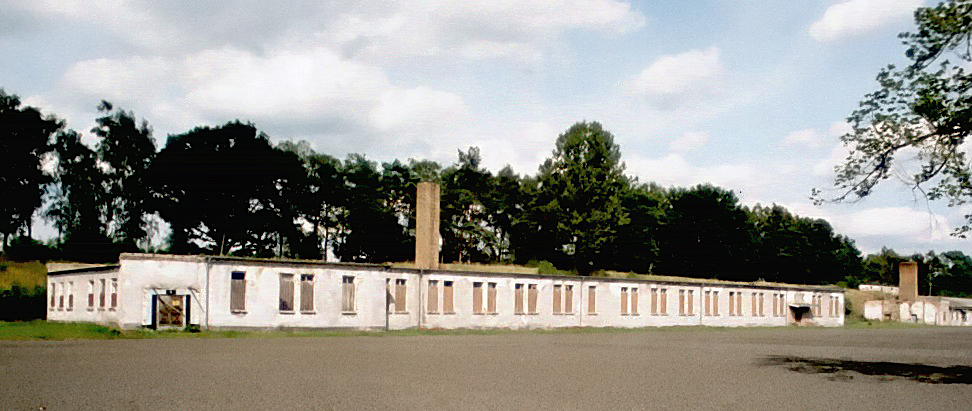
Campo de Ravensbrück.

En enero de 1944, Hermine Braunsteiner recibió órdenes de regresar a Ravensbrück en cuanto comenzaron las evacuaciones en Majdanek. Fue ascendida a guardia supervisora en Genthin un subcampo de Ravensbrück, a las afueras de Berlín.  Según testigos, allí abusó de algunos prisioneros con un látigo especial que llevaba consigo.[cita requerida]

### Posguerra en Austria
El 7 de mayo de 1945, Braunsteiner huyó del campo para evitar ser capturada por el Ejército rojo. Tras su huida, volvió a Viena. La policía austriaca la arrestó y la entregó a las autoridades militares inglesas; estando encarcelada desde el 6 de mayo de 1946 hasta el 18 de abril de 1947. Un jurado austriaco de Graz la condenó por tortura, malos tratos de prisioneros y Crímenes contra la humanidad y contra la dignidad humana cometidos en Ravensbrück (no en Majdanek); fue sentenciada a tres años de prisión, donde ingresó el 7 de abril de 1948 y de donde fue liberada a comienzos de abril de 1950. Una corte civil austriaca le proporcionó amnistía frente a posteriores acusaciones en Austria.
Una vez liberada, desempeñó trabajos de bajo nivel en hoteles y restaurantes.

## Estados Unidos

### Emigración y matrimonio
El estadounidense Russell Ryan la conoció durante unas vacaciones en Austria, ambos contrajeron matrimonio en octubre de 1958, emigrando posteriormente a Nueva Escocia, Canadá. Ella entró en los Estados Unidos en abril de 1959, convirtiéndose en ciudadana estadounidense el 19/01/1963. El matrimonio vivió en Maspeth, Queens siendo ella una meticulosa ama de casa y una vecina amigable.

### Descubrimiento y acusación
El cazanazis Simon Wiesenthal había seguido su pista por medio mundo hasta Queens. En 1964, Wiesenthal alertó al New York Times de que Braunsteiner podría haberse casado con un hombre llamado Ryan y viviría en Maspeth. El periódico asignó a Joseph Lelyveld, por aquel entonces un joven reportero, la tarea de encontrar a "la señora Ryan". El reportero la encontró sin demasiada dificultad, más tarde escribió que ella le recibió diciendo: "Dios mío, sabía que esto sucedería, has venido".
El señor Ryan explicó que ella había ejercido solamente un año en "Majdanek", pasando ocho de los meses del año en la enfermería del campo. "Mi mujer, señor, no mataría ni a una mosca" dijo;  "no hay una persona más decente en la tierra, ella me dijo que aquello fue un servicio que tuvo que hacer, era un servicio obligatorio".
El 22 de agosto de 1968 las autoridades estadounidenses revocaron su ciudadanía por no haber purgado sus crímenes de guerra; se le retiró la nacionalidad en 1971 tras un juicio para evitar la deportación.

### Extradición
Un fiscal de Duesseldorf comenzó a investigar su comportamiento durante la guerra y en 1973 el gobierno alemán solicitó su extradición acusándola de su responsabilidad compartida en la muerte de 200.000 personas.
El jurado norteamericano inmediatamente denegó la nulidad de la extradición, que tuvo su origen en que la normativa impide extraditar un ciudadano estadounidense a Alemania debido a que los cargos eran delitos políticos cometidos por una ciudadana "no alemana" fuera de las fronteras de la República Federal Alemana. Durante todo el año, se sentó junto a su marido escuchando a supervivientes mientras daban su testimonio contra la antigua guardiana de las SS. Los testigos describieron los azotamientos y las palizas mortales.
El juez certificó la extradición al Secretario de Estado el 1 de mayo de 1973 y el 7 de agosto de 1973 Hermine Braunsteiner Ryan era la primera criminal nazi extraditada desde Estados Unidos a Alemania.

## Regreso a Alemania
Estuvo en prisión preventiva en Düsseldorf en 1973 hasta que su marido entregó la fianza. La corte alemana rechazó el argumento de no tener jurisdicción sobre la acusada, ya que ella no era alemana, sino austríaca; rechazó además el argumento de que los hechos juzgados habían sucedido fuera de Alemania. La corte sentenció que en el momento de cometerse los crímenes ella era ciudadana alemana y, aún más importante, que había sido una oficial del gobierno alemán actuando en nombre del III Reich.
Hermine Braunsteiner compareció en su juicio en Alemania junto con otros 15 hombres y mujeres antiguos miembros de las SS de Majdanek. Uno de los testigos contra Hermine testificó que ella "agarraba niños de los pelos y los tiraba dentro de camiones que se dirigían a las cámaras de gas." Otros hablaron de sus salvajes palizas. Un testigo habló de Hermine y las botas con tachuelas de acero con las que ella maltrataba a los internos.
El tercer juicio de Majdanek (proceso Majdanek) se celebró en Düsseldorf, comenzó el 26 de noviembre de 1975 y se prolongó 474 sesiones; fue el juicio más largo y caro celebrado en Alemania[cita requerida]. Todos los imputados, incluyendo Hermine Braunsteiner y Hermann Hackmann, habían sido guardias de las SS en Majdanek. La corte dictaminó falta de pruebas en seis apartados de la acusación y la condenó tan solo por tres: asesinato de 80 personas, inducir al asesinato de 102 niños y colaborar en la muerte de 1.000. El 30 de junio de 1981 la corte la condenó a cadena perpetua,  un castigo más severo que el de cualquiera de sus compañeros imputados.
Complicaciones relacionadas con la diabetes, incluyendo la amputación de una pierna, la llevó a ser excarcelada de la prisión femenina de Mülheimer en 1996. Hermine Braunsteiner murió el 19 de abril de 1999 en Bochum, Alemania.

## Repercusiones
Tras la publicidad que rodeó la extradición de Hermine Braunsteiner, el gobierno de los Estados Unidos estableció en 1979 la Oficina de Investigaciones Especiales para buscar criminales de guerra y quitarles la nacionalidad y extraditarlos. Dicha oficina tomó la jurisdicción que ostentaba anteriormente el servicio de inmigración y naturalización.